# Parallelia conjunctura
Parallelia conjunctura är en fjärilsart som beskrevs av Walker 1858. Parallelia conjunctura ingår i släktet Parallelia och familjen nattflyn. Inga underarter finns listade i Catalogue of Life.